# 日曜天国
『日曜天国』（にちようてんごく）は、1976年10月3日から1977年3月までNET系列局で放送されていた朝日放送製作のワイドショーである。放送時間は毎週日曜 10:30 - 11:30 （日本標準時）。

## 概要
テレビ離れをし始めた子持ちの男性層をターゲットにしたワイドショーで、従来の番組とは少し視点を変えた構成を取っていた。司会は棋士の芹沢博文が、アシスタントは黒田節子（後の折口亜矢）が務めていた。